# 波斯尼亚河
波斯尼亚河，波黑主要河流之一，为该国第3长河。河流全长271公里。波斯尼亚河的源头是Igman山的Vrelo Bosne溪，位于萨拉热瓦郊区。该溪流是波黑的主要名胜之一。波斯尼亚河流经萨拉热窝州、泽尼察-多博伊州、多波伊区、波萨维纳州。主要沿岸城市有泽尼察、多博伊等。